# Stefania Patruno
Stefania Patruno (Torino, 7 ottobre 1963) è una doppiatrice e direttrice del doppiaggio italiana.
È molto attiva nel doppiaggio di anime (dove tra i suoi personaggi figura Tsunade di Naruto) e nel doppiaggio di videogiochi (dove figurano Keira in Jak and Daxter, Era in God of War e Sonya Blade in Mortal Kombat X).

## Doppiaggio

### Cinema
- Catherine O'Hara in Mamma, ho perso l'aereo, Mamma, ho riperso l'aereo: mi sono smarrito a New York
- Mary-Louise Parker in Pomodori verdi fritti alla fermata del treno
- Debi A. Monahan in Prova schiacciante
- Maria del Mar in The Skulls III
- Sara Botsford in Tremors 4
- Julie Carmes in Il seme della follia
- Wendy Hiller in Pigmalione
- Leslie Cheung in Storia di fantasmi cinesi
- Takako Katoh in Audition
- Petra Zieser in Blood & Gold
- Marci T. House in Monster High - Il film
- Sharon Stone in Scissors - Forbici

### Film d'animazione
- Tsunade in Naruto Shippuden - L'esercito fantasma, Naruto Shippuden - Il maestro e il discepolo, Naruto Shippuden - Eredi della Volontà del Fuoco, The Last: Naruto the Movie
- Motoko Kusanagi in Ghost in the Shell (1995)
- Rumi in Perfect Blue
- Madre Terra in Kimba - La leggenda del leone bianco
- Barbara Gordon in Batman of the Future - Il ritorno del Joker
- Madre di Pietre in Alla ricerca della Valle Incantata 9 - Le meraviglie del mare
- Volpe in Balto - Il mistero del lupo
- Sedessa in Delgo e il destino del mondo
- Vera Baddington ne Il segreto di Babbo Natale

### Serie televisive
- Philippine Leroy-Beaulieu in Emily in Paris, The Crown
- Geraldine Chaplin in The Crown
- Barbara Fuccons in The Fuccons

### Cartoni animati
- Motoko Kusanagi in Ghost in the Shell: Stand Alone Complex, Ghost in the Shell: Stand Alone Complex - 2nd GIG e Ghost in the Shell: SAC 2045
- Lust in Fullmetal Alchemist e Fullmetal Alchemist: Brotherhood
- Tsunade in Naruto e Naruto: Shippuden
- Bollicina, Pastorella, Elisa, Babette, Ghitta e personaggi vari ne Le fiabe di Andersen
- Angela Anaconda (Gen Anaconda)
- Caro fratello (Rei Asaka)
- Bastard!! (Shira)
- Black Jack (Sayuri)
- Danny Phantom (Madeline "Maddie" Fenton)
- Evviva Zorro (Isabella Torres)
- Fantaghirò (Strega Nera)
- Mortal Kombat (Sonya Blade)
- Rossana (Catherine Smith)
- Trucchi, magie e illusioni per una dolce principessa (Principessa Tenko)
- Vampire Princess Miyu (Himiko) (OAV)
- Mazinger Edition Z: The Impact! (Nishokuiori Tsubasa)
- Gundam Wing (Lady Une)
- My Little Pony - L'amicizia è magica (Mane-iac)
- One Piece (Laki, Jessica)
- Polly Pocket (Griselle Grande)
- Shugo Chara - La magia del cuore (Nobuko Saeki)
- W.I.T.C.H. (Kadma)
- Kulipari: L'esercito delle rane (Serpente arcobaleno)
- Jenny la tennista (Rosy O'Connors, 2^ vers. italiana)
- What a mess Slump e Arale (Midori Yamabuki, nel remake 1997)
- Yu-Gi-Oh! Arc-V (Henrietta Akaba)
- Extreme Ghostbusters (Janine Melnitz)
- Rent a Girlfriend (Nagomi Kinoshita)
- Inside Job (Gigi Thompson)
- Tutti in scena con Melody (Carla)

### Telenovelas
- Denise Del Vecchio in La forza del desiderio
- Carolina Vespa in Cata e i misteri della sfera
- Silvia Kutika in Manuela
- Ângela Vieira in Terra nostra
- Gloria Peralta in Sangre de mi tierra

### Videogiochi
- LeBlanc e Sivir in League of Legends
- Keira in Jak and Daxter: The Precursor Legacy (2001),[1] Jak 2: Renegade (2004),[2] Jak 3 (2004),[3] Jak X (2005)[4]
- Jaina Proudmoore in Warcraft III (2002), Warcraft III: The Frozen Throne (2003)
- Kate Walker in Syberia (2002), Syberia II (2004)
- Mynce in BloodRayne (2002)[5]
- Ashelin in Jak 2: Renegade (2004),[2] Jak 3 (2004),[3] Jak X (2005)[4]
- Agente Neyla in Sly 2: La banda dei ladri (2004)
- Caraway in Future Tactics - The Uprising (2004)[6]
- Luger in Killzone (2004),[7] Killzone: Liberation (2006)[8]
- Regina Isabella in Age of Empires III: Age of Discovery (2005)
- Jin Sun-Kwon e Voci al telefono in F.E.A.R. (2005)[9]
- Jin Sun-Kwon in F.E.A.R. Extraction Point (2006)[9]
- Cap. Suzor in Dungeon Siege II (2006)[10]
- Zhjaeve in Neverwinter Nights 2 (2006)
- Jacqueline Natla in Tomb Raider: Anniversary (2007), Tomb Raider: Underworld (2008)
- Ninfadora Tonks in Harry Potter e l'Ordine della Fenice (2007)[11]
- La madre di Kai in Heavenly Sword (2007)[12]
- Dottoressa Chakwas in Mass Effect (2007), Mass Effect 2 (2010), Mass Effect 3 (2012)
- Navigatore e audioguida in Haze (2008)[13]
- Hanna / Hammer in Fable II (2008)[14]
- Dasha Fedorovich in Command & Conquer: Red Alert 3 (2008)[15]
- Evelyn Batton in Killzone 2 (2009)[16]
- Yakecan in Damnation (2009)[17]
- Sasha in Infamous (2009)[18]
- Maggie O'Malley in Indiana Jones e il bastone dei re (2009)[19]
- Paola in Assassin's Creed II (2009)[20]
- Era in God of War III (2010)[21]
- Mira Han in StarCraft II (2010)
- Brigit Tenenbaum e Rachelle Jacques in BioShock 2 (2010)[22]
- Lady Ascot e governante in Il professor Layton e la maschera dei miracoli (2011)[23]
- Shoshanna in The Darkness II (2012)[24]
- Lupo in Resident Evil: Operation Raccoon City (2012)
- Sciamana in Diablo III (2012)[25] e Diablo III: Reaper of Souls (2014)[25]
- Ellen in Assassin's Creed III (2012)
- Umano femminile in Destiny (2014),[26] Destiny 2 (2017)[27]
- Sarah Briggs in Titanfall (2014),[28] Titanfall 2 (2016)[29]
- Aurelia in Borderlands: The Pre-Sequel (2014),[30] Borderlands 3 (2019)[31]
- Marie Lévesque in Assassin's Creed: Unity (2014)[32]
- Alex Wesker in Resident Evil: Revelations 2 (2015)[33]
- Sonya Blade in Mortal Kombat X (2015)[34]
- Battery in Call of Duty: Black Ops III (2015),[35] Call of Duty: Black Ops IIII (2018)[36]
- Desdemona, Becky Fallon, Cathy, Darla, Gibson e Rosalind Orman in Fallout 4 (2015)[37]
- Caveira in Tom Clancy's Rainbow Six: Siege (2015)
- Madre in Overwatch (2016)[38]
- Dobromila the Trofy Wife in Deus Ex: Mankind Divided (2016)[39]
- Direttrice Aline Maera in Mirror's Edge Catalyst (2016)[40]
- Personaggi vari, Ourea in Horizon Zero Dawn (2017)[41]
- Susan in FIFA 18 (2017)[42]
- Myra in The Evil Within 2 (2017)[43]
- Broker in Need for Speed: Payback (2017)[44]
- Grace Armstrong in Far Cry 5 (2018)[45] e Far Cry New Dawn (2019)[46]
- Furia in Darksiders III (2018)[47]
- Izzy in Just Cause 4 (2018)[48]
- Tassyn in Anthem (2019)[49]
- Mary in Days Gone (2019)[50]
- Maman "Mama" Brigitte e Yoko Tsuru in Cyberpunk 2077 (2020)[51]
- Roshan in Assassin's Creed: Valhalla (2022)[52] e Assassin's Creed Mirage (2023)[53]
- Sinmara in Assassin's Creed: Valhalla (2022)[52]
- Madre Alejandra in Overwatch 2 (2022)[54]
- Sindaco Stevenson in Need for Speed: Unbound (2022)[55]
- Helen Blake in The Dark Pictures: The Devil in Me[56]
- Avatar femminile in Wild Hearts (2023)[57]
- Reverenda Madre Prava e Malhi in Diablo IV (2023)[58]
- Sektor nel DLC Khaos Regins di Mortal Kombat 1 (2024)[59]
- Reika in Unknown 9: Awakening (2024)[60]
- Voce Cacciatrice 4 in Monster Hunter Wilds (2025)[61]
- Sacerdotessa sospetta / Shinobi in Assassin's Creed Shadows (2025)[62]
- Comandante Thira in Doom: The Dark Ages (2025)[63]

## Riconoscimenti
La Musa d'Oro 2024: Miglior Doppiaggio Videogiochi per Roshan in Assassin’s Creed Mirage